# Tierra Prima
Tierra Prima (o también denominado Tierra-0 o Earth Prime) es un término utilizado a veces como referencia de un lugar y se suele utilizar en trabajos de ficción especulativa que implica la existencia de universos paralelos o de un multiverso, y esta hace una referencia sobre el universo que contiene "nuestra" Tierra, o a un mundo paralelo con muy escasos puntos de divergencia de Tierra tal como la conocemos. La denominada "Tierra Prima" de un escenario teórico ficticio dado que puede o no puede tener un valor intrínseco o una conexión vital con las otras Tierras o mundos alternos en los que existen juntos (a pesar de que parezcan ser el caso de que tales Tierras-Primas y que ciertas veces los universos son el foco central frente a las demás copias, centrando entonces que una o unas Tierras Primas son el eje central del funcionamiento del multiverso, permitiendo en ciertos caso el retrato de la pueda ser vital para la existencia de otras Tierras alternas), por lo tanto, Tierra Prima es el mundo principal que conocemos tanto en la realidad como en la ficción, y que resulta a veces ser el foco de las explicaciones de la cuarta pared.

## Tierra Prima en las Historietas

### Tierra Prima de la EditorialDC Comics
En el Multiverso DC, Tierra Prima corresponde a un mundo alternativo en el que se da la explicación sobre el mundo real en el que todos nosotros vivimos, y en el cual dichos mundos alternativos de ficción se originan todas las líneas de continuidad, es la verdadera realidad en donde viven los lectores, las historietas de DC Comics son creadas y ejecutadas por el editor quien se encarga de su funcionamiento. Por lo tanto, todos los superhéroes son ficticios. Sin embargo, Tierra Prime se convertiría en realidad alternativa tras su primera aparición en la historieta The Flash #179 (mayo de 1968), cuando Flash accidentalmente viaja allí desde Tierra-Uno al ser empujado por una criatura llamada Nok. Flash que termina temporalmente varado en este mundo, termina contactando al editor de DC Comics Julius Schwartz (quién se interpresta así mismo en esta historia), quién le ayuda a construir una rueda cósmica para poder regresar a Tierra-1. Finalmente más tarde se mencionó que los escritores de DC Comics Tierra Prima basan sus historias de manera inconsciente en la creación de sus aventuras para Tierra-Uno y Tierra-Dos.
En The Flash #228 (julio/agosto de 1974), Cary Bates de Tierra Prima viaja a la Tierra-Uno, donde descubre que las historias que el escribe no sólo se basan en acontecimientos de Tierra-Uno, sino que además también pueden influir en la realidad de dichos eventos. Este poder se vuelve peor en Liga de la Justicia de América #123 (octubre de 1975), cuando Bates es transportado accidentalmente a Tierra-Dos. El viaje interdimensional convierte temporalmente a Bates en un supervillano, matando rápidamente a la Sociedad de la Justicia de América. Por suerte, su compañero de DC Comics el escritor Elliot S. Maggin, junto con la ayuda de la Liga de la Justicia y El Espectro, es capaz de restablecer las cosas en ambas tierras como sucedió en Liga de la Justicia de América #124 (noviembre de 1975).
En 2004, DC regresó al concepto de Tierra Prima durante la miniserie Superman: Identidad secreta (Superman: Secret Identity).

#### Super-Héroes de Tierra Prima

##### Ultraa
La primera aparición de Ultraa fue en Liga de la Justicia de América #153 (febrero de 1977). Al igual que Superman en Tierra-Uno, Ultraa fue el único superviviente de un mundo alienígena destruido, que llegó al planeta Tierra del Universo Tierra-Prima siendo un bebé. Después de su primer encuentro con la Liga de la Justicia, Ultraa decidió que Tierra-Prima no estaba preparada para tener superhéroes y se trasladó a vivir a Tierra-Uno. Después de la crisis, cuando había dejado de existir Tierra-Prima, Ultraa fue relanzado su nuevo origen de manera retroactiva, dando sus orígenes provenientes del planeta Almerac, planeta natal de Maxima, una antigua pretendiente de Superman.

##### Superboy Prime
El segundo superhéroe (más tarde convertido en un supervillano) es Superboy Prime, de quién es representado como la versión realista de Superman, y de donde las demás versiones alternativas de Superman se originan. Su primera aparición fue en DC Comics Presenta #87 (noviembre de 1985). Los poderes de este Superboy se manifestaron por primera vez en su época con el paso del cometa Halley en 1985. Tan pronto después de que se manifestasen sus poderes, Superboy Prime se reunió con su homólogo de Tierra-Uno Superman, quien había sido enviado accidentalmente por unos alienígenas enemigos para deshacerse del hombre de acero. Poco tiempo después de que Tierra-Prima fuese destruido por la Crisis en las Tierras Infinitas como ocurrió en el #10, Superboy Prime logró escapar de la destrucción de su universo, y uniéndose una vez más con los Superman de Tierra-1 y Tierra-2, junto a Lois Lane-Kent (también de Tierra-Dos), y con Alexander Luthor Jr. de Tierra-Tres cuando terminó la crisis a donde se fueron a vivir en "dimensión paraíso".
Con los sucesos de "Crisis infinita" Este Superboy se volvería loco convirtiéndose en un villano dispuesto a destruir a los héroes del Universo DC, En el número 6 de la miniserie Crisis Infinita (Infinite Crisis), convenció a Alexander Luthor que Tierra Prima era el mundo ideal y lo impulsó a buscar su inspiración para construir una nueva Tierra basándose en Tierra Prima. Como resultado, Luthor comenzó a buscar Tierra Prima en medio de la infinidad de Tierras y acabó por volverse hacia el lector y extender su mano hacia él, rompiendo la cuarta pared para hacerse de Tierra Prima. Finalmente tras lo acontecido en Crisis Final: Legión de tres Mundos y Blackest Night: Adventure Comics, Tierra-Prima volvería a existir, aún con su locura de por medio, volvió a su propio mundo.

##### LaLegión de Super-Héroes
Con Crisis Final: Legión de tres Mundos se descubre que la Legión de Super-Héroes que se lanzó en 2004 es la Legión que proviene de Tierra-Prima.
En 2008, con el tie-in de Crisis Final, la miniserie limitada Crisis Final: Legión de tres Mundos y como se mencionó anteriormente, inician nuevas referencias de la existencia de Tierra-Prima, mientras que el ahora supervillano Superboy Prime todavía está tratando de hacer su "Tierra perfecta". Empieza por la reconstrucción de la Legión de Super-Villanos para luchar contra Superman y las tres versiones de la Legión de Super-Héroes. Durante la batalla, el miembro del equipo de 2004 Element Lad creó kryptonita que afectó de forma inesperada a Superboy-Prime. La kryptonita de Nueva Tierra no tuvo efecto en Superman (Kal-L) de Tierra-Dos la primera vez que la utilizó durante Crisis Infinita, dando a entender que esta encarnación de la Legión pertenece a Tierra-Prima, que había renacido recientemente.

##### Tierra Prima en los Nuevos 52
El nombre de Tierra Prima recibió por parte de los editores de DC Comics Grant Morrison como el nuevo nombre que recibe el Universo DC tras el evento de Los Nuevos 52, en el que se permitió conservar su antreriores denominaciones como Tierra 0 y Nueva Tierra, los cuales non nombres válidos, en la serie limitada Multiversidad Además del nombre de Tierra Prima, el Universo DC conserva su denominación como Tierra 0 debido a su denominación más reciente, mientras que la ahora llamada Tierra Prima (la Tierra de nuestro mundo real y de Ultraa y Superboy Prime) ahora recibió la denominación de Tierra 33, según lo mostrado en el cartel entregado sobre el mapa del multiverso durante la convención de San Diego Comic-Con 2014 de 2014.

###### Tierra-33, la antes conocida comoTierra Primade Crisis Final: legión de 3 mundos
Finalmente se confirmó que el mundo real que correspondía originalmente a Tierra Prima que antes era el nombre designado a nuestro mundo ahora se le conoce como Tierra 33, como resultado de lo mencionado sobre el panel sobre la serie limitada Multiversidad y como fue confirmado en el mapa interactivo del Multiverso DC, esta aparece ahora designada como Tierra-33, y aparece en las páginas de Multiversidad: Ultraa Comics #1 (2015)

### Tierra Prima de la EditorialMarvel Comics
El ficiticio Universo Marvel, "Tierra Prime" de su respectiva realidad es designada por los cartógrafos extradimensionales de la editorial como Tierra-1218, en donde los lectores de la vida real leen los cómics de Marvel Comics. En algunas ocasiones, varios personajes del Universo Marvel, en busca de su versión de Dios, se encuentran como figuras del "mundo real", a Jack Kirby y Stan Lee. Sin embargo, otros personajes son capaces de romper la cuarta pared y hacerle frente a los lectores directamente, como She-Hulk y Deadpool; y otros más, como el mismo vigilante de la Tierra el vigilante, Uatu, quien es poseedor de la capacidad de ver todas las Tierras alternas del Universo Marvel a voluntad, incluyendo la versión de nuestra realidad en la que él y todos los otros seres no son más que personajes ficticios (como fue mencionado en algunos los primeros números de What If?, El Vigilante  en realidad dirige al lector quién le muestra aquellas historias en las cuales los cómics y las últimas hazañas de cada personaje determinado podrían encontrarse entre sí).

### La NovelaLa Torre OscuradeStephen Kingy su explicación de la Tierra Prima
Mucho del argumento de los últimos libros de la serie La Torre Oscura (The Dark Tower) de Stephen King transcurre en el “mundo piedra angular”, que en esencia es el mismo concepto de Tierra Prima pero con un nombre distinto. El propio King hace apariciones como personaje de la serie.

### La novelaLas crónicas de Ámbardel escritorRoger Zelazny
Aunque no se utiliza el término "Tierra Prima", el escritor Roger Zelazny, autor de Las Crónicas de Ámbar Novela de fantasía cuenta con un concepto similar. En las historias de Ámbar, Ámbar es el único mundo verdadero; todos los demás, incluyendo nuestra Tierra, no son más que "sombras" que resulta siendo ña tensión entre él y el Caos.

## Tierra Prima en otros medios

### Sliders
Tierra Prima, tal como se utilizó en la serie de televisión Sliders, es el nombre de la Tierra alterna donde comenzaron su viaje los cuatro deslizadores originales (Quinn Mallory, Wade Welles, Rembrandt Brown y Maximillian Arturo). Esta Tierra fue muy similar a la nuestra hasta 1997 o 1998, cuando los Kromaggs se deslizaron a Tierra Prima y tomaron prisioneros a los humanos.

### Tortugas Ninja Mutantes Adolescentes(2003)
En el telefilme Tortugas Ninja Mutantes Adolescentes, Tortugas para siempre, Ch'rell (o el Shreeder de la serie de 2003), tomó el Tecnódromo de Krang de la serie 1987 y de la contraparte de Krang al actualizarlo con tecnología Utrom. Más tarde se decidió destruir Tortuga-Prima con el fin de destruir el multiverso. Fue detenido por los dos equipos de las tortugas ninja, el equipo de 1987 y el de 2003. Aunque la verdadera "Tierra Prima" de la película sería habitado por Kevin Eastman y Peter Laird como se mostró al final de la serie, dándole los toques finales de la primera edición de las historietas del Tortugas Ninja Mutantes Adolescentes.

### Spider-Man: The Animated Series
En el episodio final de Spider-Man: The Animated Series, después de salvar el multiverso de Spider-Carnage, una versión malvada de sí mismo aparece en una Tierra alternativa, este Spider-Man visita brevemente Tierra Prima y se encuentra con su propio creador, Stan Lee.

### Justice League: Crisis on Two Earths
En la película de animación de DC Comics y Warner Home Video "Justice League: Crisis on Two Earths", el objetivo del supervillano Owlman es localizar un universo al que designa como Tierra Prima, llamadolo el universo "original", ya que todos los otros universos se derivan de este, y por consiguiente poderlo destruir, lo que conduce a la destrucción de toda la realidad también. Esta Tierra Prima demuestra ser una tierra estéril y árida que ha sido arrancada de su órbita, con ruinas que sólo el ojo puede mostrar. No se sabe exactamente qué causó su destrucción, aunque una posible razón que describe Owlman es que la humanidad fue destruida por sí misma o por el Antimonitor.